# Bradstreet (cràter)
Bradstreet és un cràter d'impacte en el planeta Venus de 36 km de diàmetre. Porta el nom d'Anne Bradstreet (c. 1612-1672), poetessa estatunidenca, i el seu nom va ser aprovat per la Unió Astronòmica Internacional el 1994.